# Costa di Mezzate
Costa di Mezzate ist eine italienische Gemeinde (comune) mit 3431 Einwohnern (Stand 31. Dezember 2023) in der Provinz Bergamo, Region Lombardei.

## Geographie
Die Gemeinde liegt etwa 10 km südöstlich von der Provinzhauptstadt Bergamo. Nachbargemeinden sind Albano Sant’Alessandro, Bagnatica, Bolgare, Calcinate, Gorlago und Montello.

## Sehenswürdigkeiten
Das Castello di Costa di Mezzate, das um das Jahr 1000 erbaut worden sein soll. Die ersten offiziellen Dokumente, in denen die Burg erwähnt wird, belaufen sich auf das Jahr 1160.

## Feste
Das Festival Magie al Borgo

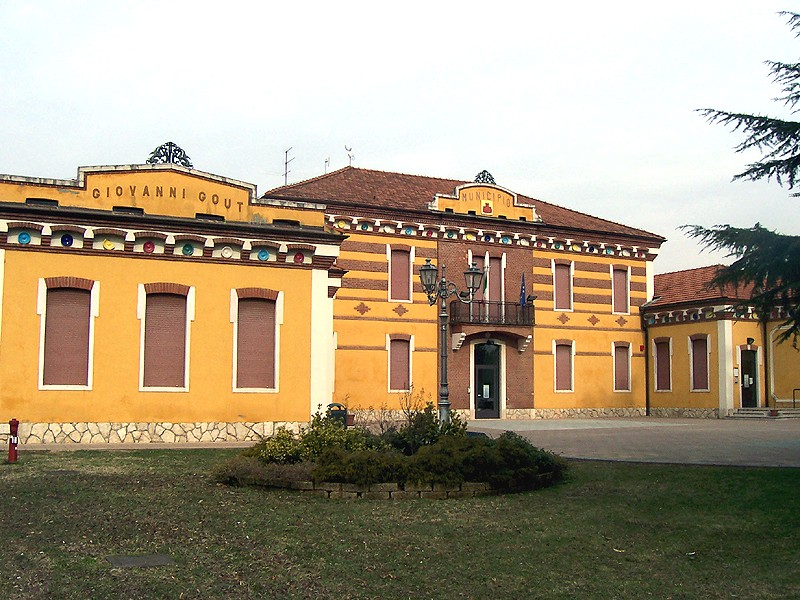
Rathaus
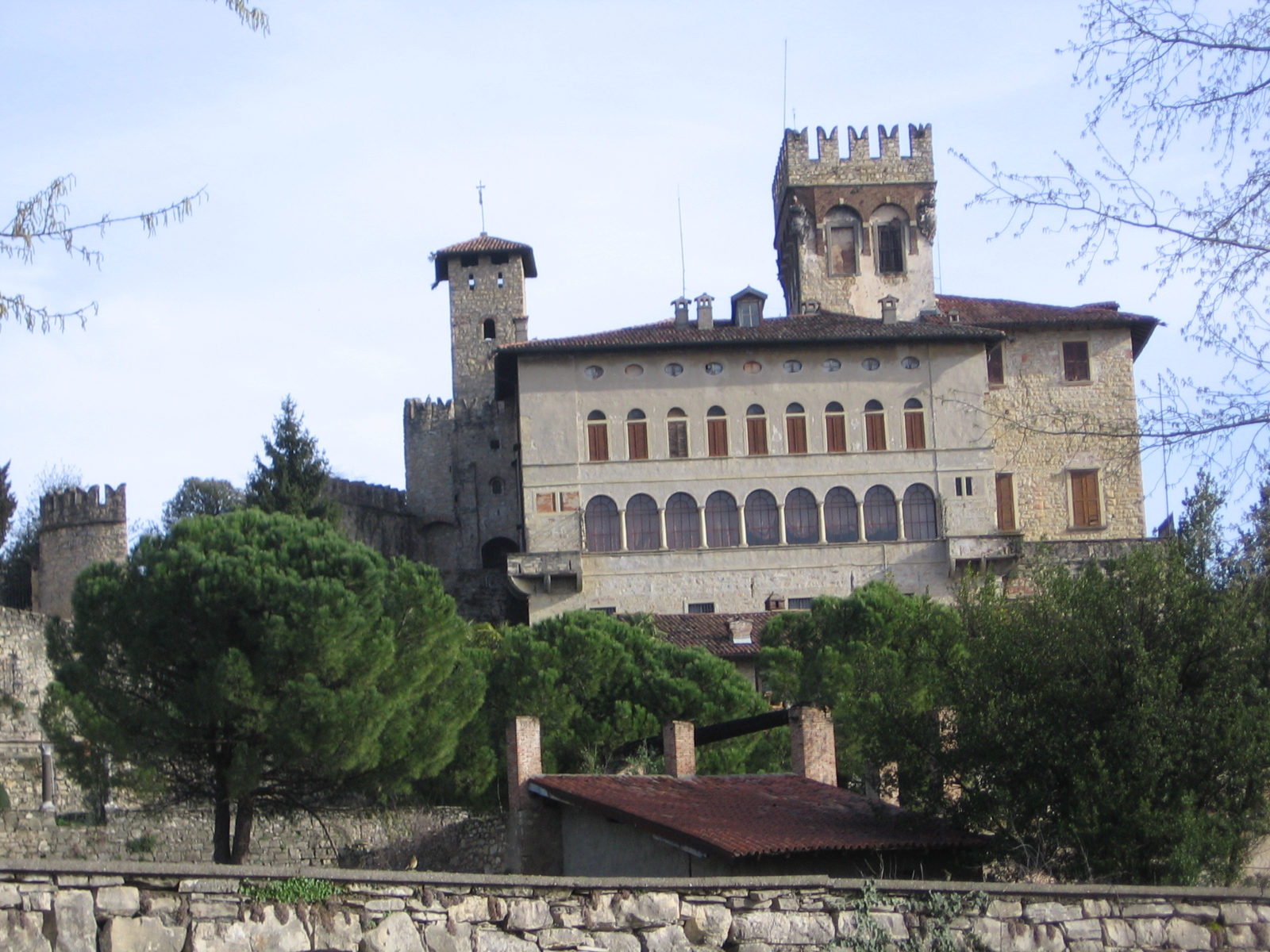
Castello di Costa di Mezzate
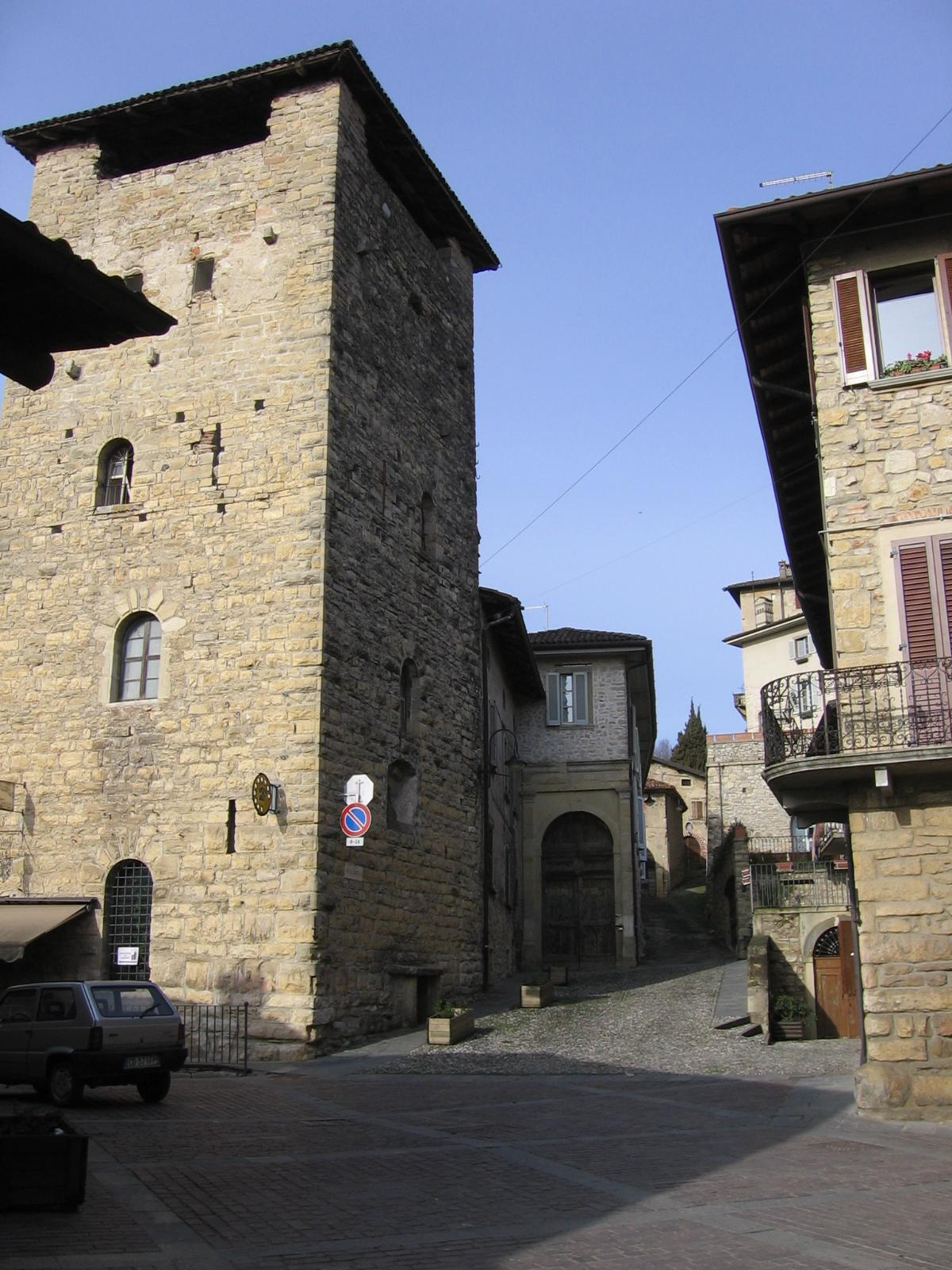
Historischer Ortskern
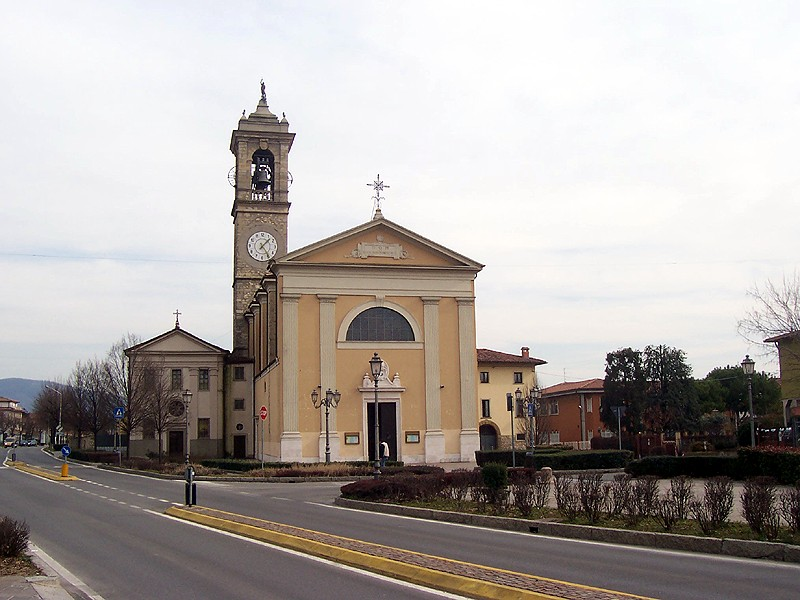
Pfarrkirche San Giorgio